# 真·三国无双 霸
《真·三国无双 霸》是中国腾讯游戏开发的动作游戏，2021年8月上线，对应Android和iOS平台。游戏获日本光荣特库摩授权；《真·三国无双》系列游戏总监宫内淳曾亲临研发团队，为他们讲解系列作品的战斗逻辑设计，游戏运营团队声称玩家可以在手机上享受主机级别的体验。
游戏正式上线前，收获了超过300万预约。2021年8月10日，游戏正式公测。

## 评论
《真·三国无双 霸》得到了游戏界的关注。TOM资讯认为，该游戏独创的割草游戏风格、经典的人物塑造和《真·三国无双》系列21年来经久不衰的生命力会吸引每一个热爱动作游戏的玩家。游民星空给了游戏非常高的评价，但是指出新手可能不太了解这种游戏的操作。
目前遊戲模組是以《真·三國無雙6》為基礎製作。